# Eleanour Sinclair Rohde
Eleanour Sinclair Rohde (1881 – 1950) fue escritora de horticultura, historiadora de la jardinería, y jardinera británica. 

## Biografía
Eleanour Sinclair reunió variedades poco usuales de hierbas para el jardín y variedades vegetales, y también trabajó como diseñadora de jardines. Uno de sus diseños más conocidos fue el jardín de hierbas para el Lullingstone Castle en Kent, Inglaterra. Su trabajo hizo mucho para acrecentar el renombre moderno de los Jardines de Hierbas.

## Obras (selección)
- A Chaplet of Flowers. An anthology. 1929
- Culinary and Salad Herbs. Their cultivation and food values. With recipes, etc. 1940
- A Garden of Herbs. 	1920
- The Gardener's Week-end Book 1939
- The Old English Gardening Books 1924
- The Old-World Pleasaunce. An anthology [of extracts in prose and verse relating to gardening]. 	1925
- Oxford's College Gardens 	1932